# Амасия (Ширакская область)
Ама́сия (арм. Ամասիա) — село на северо-западе Армении, в Ширакской области. С 1951 по 1956 год носило название Гукасян.

## Известные люди
- Егунян, Мамикон Агасиевич ― советский и армянский врач-нейрохирург, доктор медицинских наук, профессор, Заслуженный врач Республики Армения (2015).